# Widzibór
Widzibór (biał. Відзібор; ros. Видибор) – wieś na Białorusi, w obwodzie brzeskim, w rejonie stolińskim, w sielsowiecie Widzibór.
Znajdują się tutaj filialna cerkiew prawosławna pw. św. Michała Archanioła (podlegająca parafii w Osowej), a także stacja kolejowa Widzibór, położona na linii Równe – Baranowicze – Wilno.
W dwudziestoleciu międzywojennym leżał w Polsce, w województwie poleskim, w powiecie stolińskim, w gminie Stolin. Po II wojnie światowej w granicach Związku Sowieckiego. Od 1991 w niepodległej Białorusi.